# 小森美樹
小森美樹（日语：こもり みき，1982年8月12日—）是日本的AV女優 。出身於日本東京都。於2003年出道於AV成人電影界，拍攝過許多AV作品。

## 作品

### AV作品
- NEW FACE 33（レンタル）/SCOOP！！（セル） （2003年9月19日、KUKI）
- アクロバット （2003年10月25日、KUKI）
- HEAT UP （2003年11月21日、KUKI）
- SCOOP MIKI KOMORI 2 （2003年12月12日、KUKI）
- HEALING （2003年12月23日、KUKI）
- エクササイズ 小森美樹 （2004年1月27日、KUKI）
- グランドスラム （2004年2月21日、KUKI）
- MAXIMUM 小森美樹 （2004年3月26日、KUKI）
- ALWAYS （2004年3月27日、KUKI）
- COOL 小森美樹 （2004年4月21日、KUKI）
- High3 （2004年5月23日、KUKI）
- GRAND SLAM （2004年5月28日、KUKI）
- 原点 小森美樹 （2004年6月25日、KUKI）
- 無法学園 新人女教師をハメろ （2004年7月28日、KUKI）
- RUSH 小森美樹 （2004年8月20日、KUKI）
- MATERIAL （2004年8月20日、KUKI）
- SAILOR （2004年9月20日、KUKI）
- 南極2号 小森美樹 （2004年10月24日、KUKI）
- SEX DRIVE 小森美樹 （2004年10月29日、KUKI）
- SEMI FINAL （2004年11月21日、KUKI）
- TODOME （2004年12月20日、KUKI）
- CLIMAX 小森美樹 （2004年12月22日、KUKI）